# Emil Hartmann
 Wilhelm Emilius Zinn Hartmann (21. februar 1836 i København - 18. juli 1898 sammesteds) var en dansk komponist, organist og dirigent. Han var fjerde generation i den danske musikalske Hartmannslægt.

## Liv og gerning
Emil Hartmann var søn af komponisterne J.P.E. Hartmann og Emma Hartmann. Han viste tidligt musikalske evner og modtog musikundervisning af sin fader, af Niels Ravnkilde (1823-1890), og af Anton Rée (1820-1886).
Allerede i barnealderen komponerede han – tiltalende prøver herpå findes i de af ham senere udgivne "Smaasange for Ungdommen" (Op. 20). Han påbegyndte studier ved Københavns Universitet, men sprang fra for at hellige sig et musikken. Hans første større, offentlig hørte komposition var en Passionsalme af Ingemann for sopransolo, kor og orkester, udført ved Theaterkorets koncert i Frue Kirke Skærtorsdag i 1858. Sammen med sin senere svoger August Winding komponerede han musikken til Bournonvilles ballet "Fjældstuen", opført i maj 1859 på Det kgl. Teater, hvilken blev modtagen med bifald og oplevede en længere række forestillinger. Efter den tid udfoldede han en meget righoldig komponistvirksomhed, dels for teatret dels og navnlig for koncertsalen, fx ouverture til Henrik Ibsens Hærmændene paa Helgeland, syv symfonier, symfoniske ouverturer og digte, suiter, skandinavisk folkemusik og nordiske folkedanse, desuden koncerter for violin, violoncel og klaver, adskillig kammermusik, korstykker og sange.
I 1859 modtog han et stipendium og 1860 rejste han til Tyskland, hvor han i Leipzig fortsatte sine studier i musik, og efter hjemkomsten blev han i 1861 ansat som organist ved Sankt Johannes Kirke i København, hvorfra han senere, i 1871, forflyttedes til Christiansborg Slotskirke. Det held, han havde med sin balletmusik, gav ham Lyst til at forsøge sig som dramatisk komponist, og han skrev for Det kgl. Teater musikken til Hostrups syngestykke "En Nat mellem Fjældene" (1863), til Operaen "Elverpigen" med tekst af Overskou (1867) og til syngestykket "Korsikaneren" (1873), men intet af disse arbejder holdt sig på repertoiret. Hans sikre teknik, klangsans og gode herredømme over de store instrumentalformer, i hvilken henseende omgangen med hans svoger Niels W. Gade vistnok har påvirket ham meget, førte ham naturlig til at arbejde for koncertsalen, og han skrev en række anselige kompositioner på dette felt, som, fremførte under hans egen ledelse på hans hyppige rejser, gjorte navnet Hartmann bekendt i udlandet, hvortil vel også hans musiks mere universelle karakter bidrog.
En nervesvækkelse angreb ham forholdsvis tidlig, men hindrede ham ikke i at komponere eller i at foretage de hyppige kunstrejser til Tyskland, ved hvilke han optrådte som dirigent og navnlig fremførte sine egne instrumentalværker, der en tid lang vandt folkelig yndest dernede. I Danmark havde han dog svært ved at komme ud af skyggen som sin fars søn og Gades svoger, og han delte fortsat sine aktiviteter mellem Danmark og Tyskland, hvortil han foretog hyppige koncertturneer og dirigerede egne værker.
Da Gade døde, overtog Emil Hartmann Ledelsen af Musikforeningen, men hans helbred var allerede da så svækket, at han snart måtte opgive en virksomhed, der næppe heller egnede sig for hans natur.
Af han bevarede brev kan man se at han var depressiv og tit mente at han blev behandlet ringere end han fortjente. Han lod sig flere gange indlægge på sindsygehospitaler for at blive behandlet for sine sjælelige dårligdomme. I 1873 trak han sig tilbage som organist for at hellige sig livet som komponist og dirigent. I 1890-92 var han fast dirigent i Musikforeningen.
Han døde den 18. juli 1898.

## Ægteskab
I 1864 giftede han sig med Bolette Puggaard, datter af grosserer Rudolph Puggaard og Signe f. Andrea. H.C. Andersen og Niels W. Gade skrev sammen en kantate til deres bryllup i Vor Frue Kirke. De fik børnene Bodil de Neergaard, filanthrop og sopran, Agnete Lehmann, skuespillerinde, Johannes Palmer Hartmann, gartneriejer i Gent, Rudolph Puggaard Hartmann, ingeniør, og Oluf Hartmann, maler.

## Hædersbevisninger
I 1881 blev han Ridder af Dannebrog og i 1889 titulær professor.
Han er begravet på Holmens Kirkegård.

## Musik
Blandt hans værker kunne fremhæves syv symfonier. Mest kendt blev hans Symfonier Nr. 1 (4) i Es-dur (Op. 29), Nr. 2 (5) "Fra Riddertiden" (Op. 31), Nr. 3 (6) i D-dur (Op. 42) og den symfoniske digtning "Hakon Jarl" (Op. 40); "Ouverture til et nordisk Sørgespil", et af hans mest spillede værker, senere udgivet under titel "Eine nordische Heerfahrt" (Op. 25), "Ouverture pastorale", "Skotsk Ouverture", "Nordiske Folkedanse", "Skandinavisk Folkemusik" (bearbejdelser for orkester af nordiske viser og danse), "Dyveke-Suite" (Op. 45), "Tanz-Suite" med flere, en Violinkoncert (Op. 19), en Violoncelkoncert (Op. 26), en Klaverkoncert (Op. 47), samt flere kammermusikværker, så som 2 serenader (Op. 8 og 24), Nonet (Op. 33), Klavertrio (Op. 10), Klaverkvintet (Op. 5), nogle Strygekvartetter bl.a. a-moll Kvartetten (Op.14) og c-moll Kvartetten (Op. 37); større vokalværker som «Vinter og Vaar" (Op. 13, a) og "Mod Lyset" (Op. 33), begge for kor og orkester, samt endelig en mængde sange og klaverstykker. Et af hans sidste større arbejder var operaen "Ragnhild" (1896). Gustav Mahler dirigerede premieren i Hamburg.
Gennem al Hartmanns musik går en nordisk tone, og for så vidt er den nært beslægtet med hans faders kunst, men forøvrigt står han Gade nærmere, hvis lethed i at udtrykke sig i de store instrumentale former, han tilegnede sig. På mange måder kan hans musik siges at være en slags skandinavisk pendant til hans mere berømte jævnaldrende som Tchaikovsky og Dvorak. Mest populær blev enkelte af Emil Hartmanns sange, ouverturen Hærmændene (der i Tyskland blev jævnligt opført som Eine nordische Heerfahrt) og navnlig de fortræffelige orkestrale bearbejdelser af nordisk folkemusik, særlig folkedansene.

## Værker
- Sange på Wikisource Arkiveret 20. september 2020 hos  Wayback Machine

## Eksternehenvisninger
- Emil Hartmann på gravsted.dk